# Francisco José Lombardi
Pour les articles homonymes, voir Lombardi.
Francisco José Lombardi, né le 3 août 1947 à Tacna, au Pérou, également connu sous Pancho Lombardi et signant ses œuvres sous le nom de Francisco J. Lombardi,  est un réalisateur péruvien. Après avoir étudié le cinéma à l'école de Santa Fe (Argentine) sous la direction de Fernando Birri, il devient critique de cinéma et s'affirme comme le plus doué des réalisateurs péruviens de sa génération. La plupart de ses films sont des adaptations littéraires.

## Filmographie
- 1977 : Muerte al amanecer (es)
- 1978 : Cuentos inmorales (es), segment Los Amigos
- 1981 : Muerte de un magnate (es)
- 1983 : Maruja en el infierno (es)
- 1985 : La Ville et les Chiens (La ciudad y los perros), d'après le roman de Mario Vargas Llosa
- 1988 : La Gueule du loup (La boca del lobo)
- 1990 : Tombés du ciel (es) (Caídos del cielo), d'après Charognards sans plumes de Julio Ramón Ribeyro
- 1994 : Sans pitié (es) (Sin compasión), d'après Crimes et châtiments de Fiodor Dostoïevski
- 1996 : Sous la peau (es) (Bajo la piel), d'après Le Démon dans ma peau de Jim Thompson
- 1998 : Ne le dis à personne (No se lo digas a nadie), d'après le roman de Jaime Bayly
- 1999 : Pantaleón y las visitadoras, d'après le roman de Mario Vargas Llosa
- 2000 : Tinta roja, d'après le roman d'Alberto Fuguet
- 2003 : Les Yeux qui ne voient pas (es) (Ojos que no ven)
- 2006 : Mariposa negra (es), d'après Grandes miradas d'Alonso Cueto
- 2008 : Un cuerpo desnudo (es)
- 2015 : Dos besos (es)
- 2022 : La decisión de Amelia (es)